# Els drets de l'home
Els drets de l'home (anglès: Rights of Man; publicat el 1791) és una obra de Thomas Paine que defensa la legitimitat de la revolució política popular en el cas que un govern no protegeixi el seu poble, els seus naturals i els seus interessos nacionals. Basant-se en aquestes premisses iusnaturalistes, Paine elabora una defensa de Revolució Francesa i es posiciona contra les tesis d'Edmund Burke en Reflexions sobre la Revolució Francesa (1790).

## Els arguments de Paine
Els drets humans tindrien el seu origen en la natura, de manera que no poden ser concedits per mitjà de lleis o permisos polítics. La concessió de drets per part del poder implica automàticament que aquests drets es poden revocar, i, per tant, en realitat són definits com a privilegis per l'autoritat.
Es tracta d'una perversió terminològica afirmar que una llei dona drets. La llei opera a l'inrevés: arrenca els drets naturals. Els drets existeixen de manera inherent en tots els ciutadans, però les lleis, desnaturalitzant i anul·lant els drets d'origen natural concedeixen els drets, per exclusió, a mans d'una minoria poderosa. Per tant, la llei és un instrument de la injustícia.
Paine considera que els individus, exercint els seus drets personals i la sobirania que representen, han de pactar entre ells per crear un govern. Aquesta seria l'única forma legítima de produir una forma de govern, i l'únic principi segons el qual tindrien dret a existir. L'únic propòsit del govern hauria de protegir la família i els seus drets inalienables. Qualsevol institució que no beneficiï la nació és il·legítima, en particular la monarquia, la noblesa i l'exèrcit. El seu to i discurs prové de l'impuls de la Il·lustració i en particular del Segon tractat de govern de John Locke.

## Sobre l'aristocràcia
Principalment, Els drets de l'home s'oposa a la idea del poder hereditari i a la creença que un govern dictatorial és necessari a causa de la natura baixa i corrupta de la humanitat. En Reflexions sobre la Revolució Francesa, de l'any anterior, el conservador Edmund Burke afirmava que l'única estabilitat social possible podia sorgir si la majoria pobra del país era governada per una minoria aristocràtica, i que l'herència legal del poder assegurava que el poder es mantingués sempre en mans de l'elit social, la noblesa.
Thomas Paine ataca la idea de Burke sobre la bondat i saviesa d'aquesta elit que rep el poder de manera heretada. Si Burke afirmava que el govern és "una elaboració de la saviesa humana", Paine argumenta que el govern és una creació de l'ésser humà, i que la successió hereditària i els drets hereditaris no poden mantenir per si sols un govern. La "saviesa" no pot ser heretada, sinó que ha de ser reafirmada en cada nou govern.

## Impacte social
La publicació de Rights of Man va provocar un veritable furor a Anglaterra. Paine va ser jutjat en absència, i condemnat a mort per sedició contra la corona britànica, però no es trobava al país i, per tant, no va poder ser penjat. Paine havia fugit a França, que es trobava en plena revolució.
Thomas Paine no va ser l'únic defensor dels drets naturals humans, sinó que hi va haver més autors que lluitaren per la seva aplicació al Regne Unit, alguns dels quals titularen la seva obra de la mateixa manera. El radical de classe obrera Thomas Spence es compta entre els primers a fer servir la frase com a títol a Anglaterra. El seu discurs de 1775, normalment titulat The Rights of Man, juntament amb The Rights of Infants, ofereix una alternativa `protocomunista a la idea democràtica de Paine.